# Sparassis
Sparassis Elias Magnus Fries, 1819) este un gen mic de ciuperci cu 9-13 specii (depinde de sursă, în Europa mai puține) comestibile din încrengătura Basidiomycota, în ordinul Polyporales și singurul în familia Sparassidaceae, de găsit atât în zonele temperate, boreale, cât și în cele tropicale ale lumii. Aproape toate speciile sunt fitoparaziți, ciuperci parazite care atacă rădăcinile arborilor (provoacă putregaiul rosu respectiv maroniu), dar unele pot fi respectiv devin și saprofite. Depinde de specie, ciupercile apar din primăvară până toamna târziu în păduri de conifere mai ales sub pini sau în cele de foioase, preferat sub stejari.
Tip de gen este Sparassis crispa (creasta cocoșului).
Numele generic este derivat din cuvântul de limba greacă veche (greacă veche σπαρασσω=rupt, sfâșiat, smucit), datorită aspectului general. 

## Istoric
Renumitul micolog suedez Elias Magnus Fries a descris genul sub numele binomial valabil până în prezent (2018) în volumul 5 al lucrării sale Novitiæ floræ svecicae din 1819. Încercarea redenumirii în Masseeola din 1891 prin micologul german Otto Kuntze este acceptată sinonim, dar, nefiind folosită, poate fi neglijată.

## Descriere
- Corpul fructifer:  este mare, aceste fructificații pot atinge 20-60 cm în diametru și în înălțime, fiind formate dintr-o mulțime de ramuri turtite, foliacee, ondulate, răsucite și amestecate care cresc dintr-un trunchi comun, având aspectul unei căpățâni uriașe a Salatei de Batavia, de conopidă sau de Papardelle. Ele sunt acoperite pe partea inferioară cu stratul himenal, partea cea fertilă. Coloritul variază de la albui, peste gălbui până la roșiatic.
- Sporii: sunt mici, ovoidali, hialini (translucizi), netezi, albi și apar mereu în mase, având o mărime de 5-7 x 4-5 microni.
- Piciorul: are două părți. Cea vizibilă, este scurtă, groasă, cilindrică sau boantă/globuloasă și de consistență ușor fibros-elastică care se ramifică spre vârf (vezi mai sus). Trunchiul se înfige însă adânc în pământ, ramificându-se puternic și terminând în încrucișări cărnoase, turtite și îndoite, dense precum zburlite și sinuoase. Ele penetrează rădăcinile de arbor, exploatând sucul acelora, producând astfel un putregai roșiatic respectiv maroniu al lemnului de pin sau stejar.
- Carnea: este moale și ceva elastică, cea a piciorului mai fibroasă, asemănătoare cauciucului și numai greu comestibilă. Bureții au un miros amintind de zbârciogi și gust de aluni. Bătrâni miros adesea rășinos.[2][3][4]

## Confuzii
Bureții acestui gen sunt adesea confundați cu cei ai genului Ramaria. Organismul speciei Ramariaeste în majoritate destul de masiv cu aspect de corali. El se împarte dintr-un cocean deseori compact în numeroase ramificații verticale, cilindrice, ușor îndoite și nu rar bifurcate. Ramificațiile sunt mult mai subțiri.

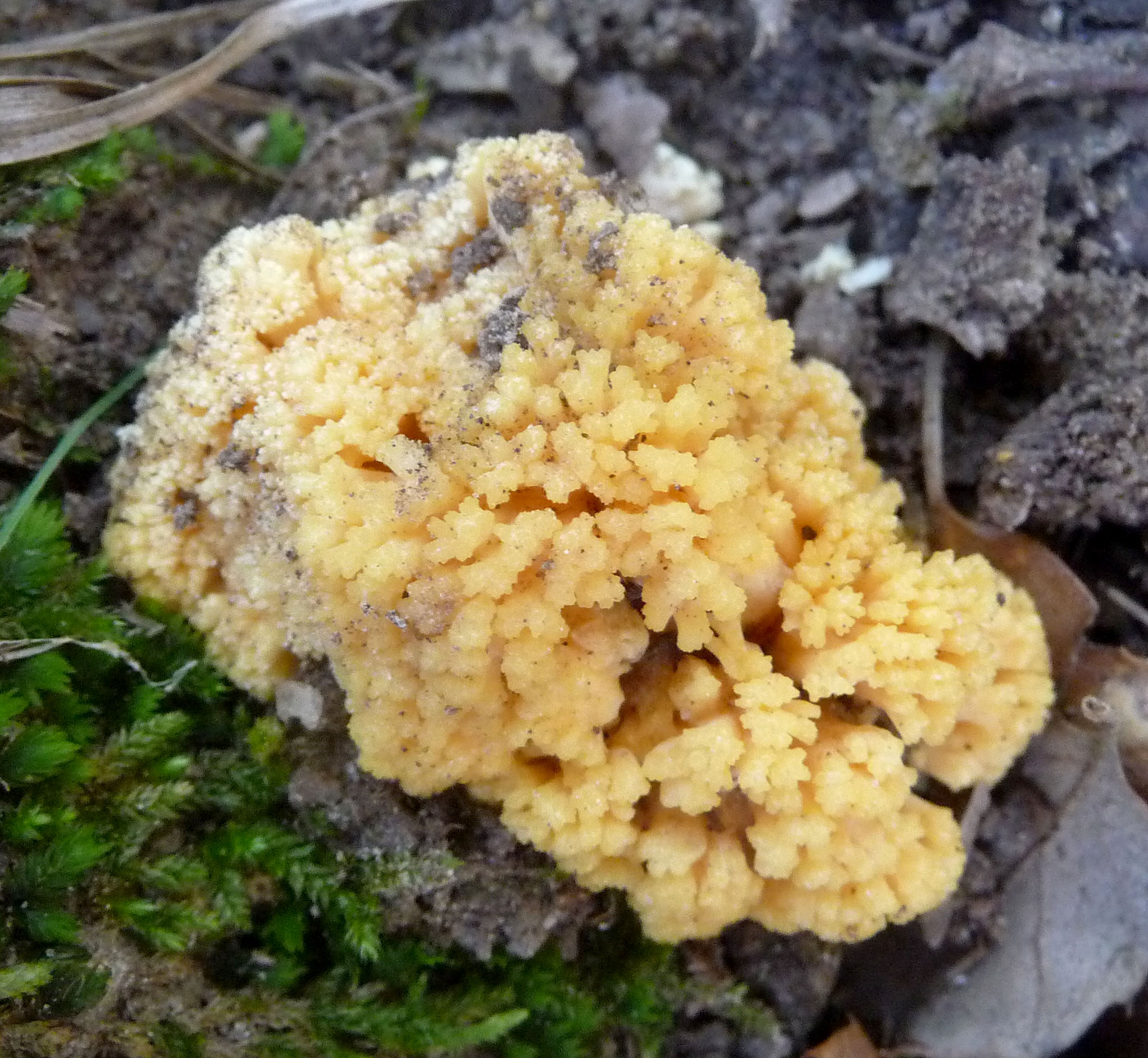
Sparassis crispa
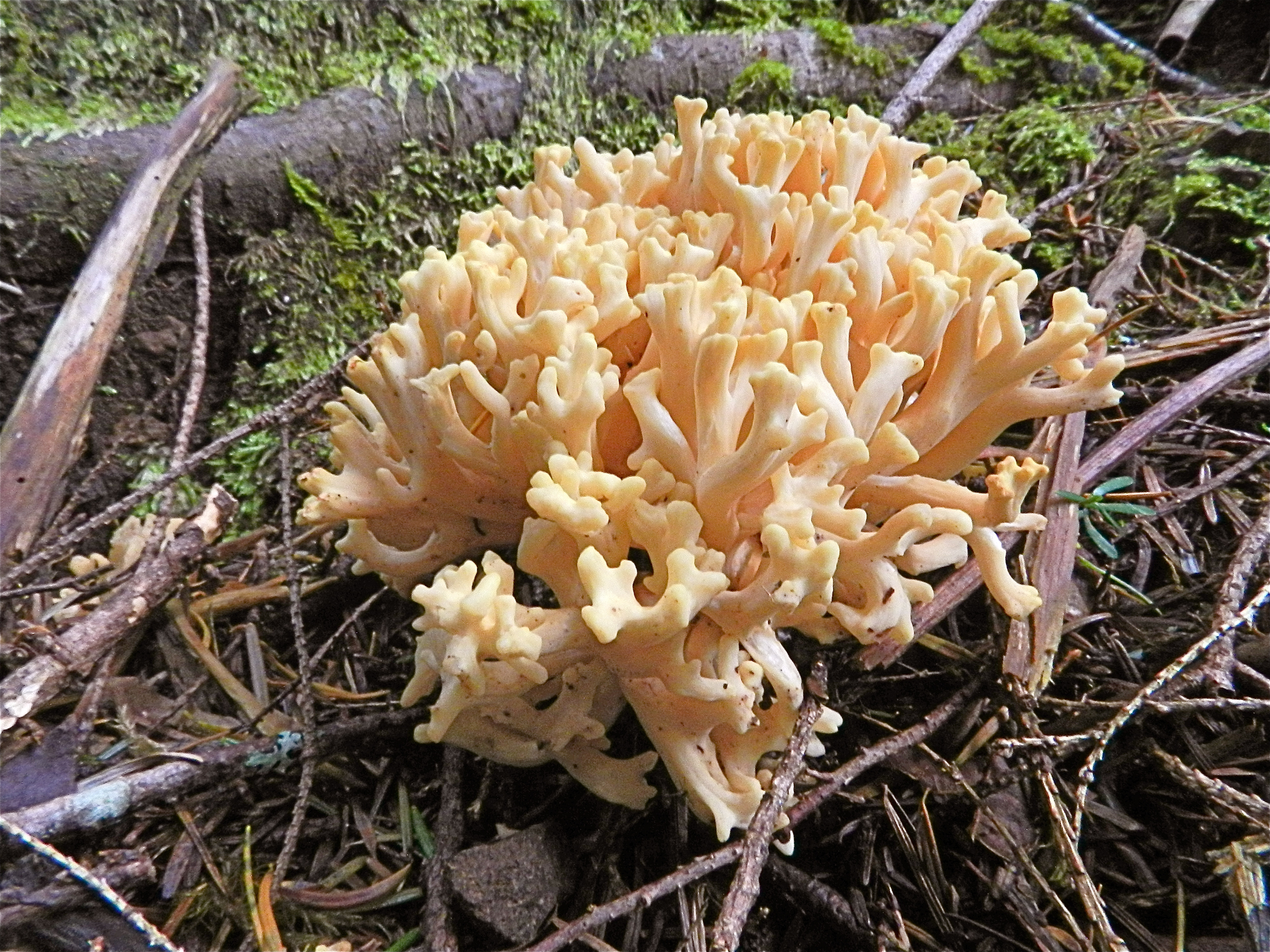
Ramaria botrytis

## Specii
La Mycobank sunt asociate 13 specii din Asia de Est = AE, SUA = SUA și Europa= E:
| - Sparassis americana, (SUA, R.H. Petersen, 2014 - Sparassis brevipes, E, Krombh., 1836 - Sparassis crispa, E, Wulfen Fr., 1821 - Sparassis cystidiosa, AE, Desjardin & Zheng Wang, 2004 - Sparassis foliacea, E, St. Amans ex O.Kuntze, 1891 - Sparassis herbstii, SUA, Peck, 1895 - Sparassis kazachstanica, E, S.R.Schwartzman, 1964 | - Sparassis laminosa, E, Fr. 1836, astăzi adesea văzut identic cu Sparassis brevipes - Sparassis latifolia, AE, Y.C. Dai & Z. Wang, 2006 - Sparassis miniensis sin. minoensis, E, Blanco-Dios & Zheng Wang, 2006 - Sparassis nemeci, E, AE, Pilát & Veselý, 1932, văzută de câțiva micologi formă a lui S. brevipes - Sparassis spathulata, E, SUA, (Schwein.) ex Fr., 1828 - Sparassis subalpina, AE, Q. Zhao, Zhu L. Yang & Y.C. Dai, 2012 - Sparassis tremelloides, E, Berk., 1873), azi Tremella tremelloides Berk. & Massee, 1889 |

## Specii ale genului în imagini

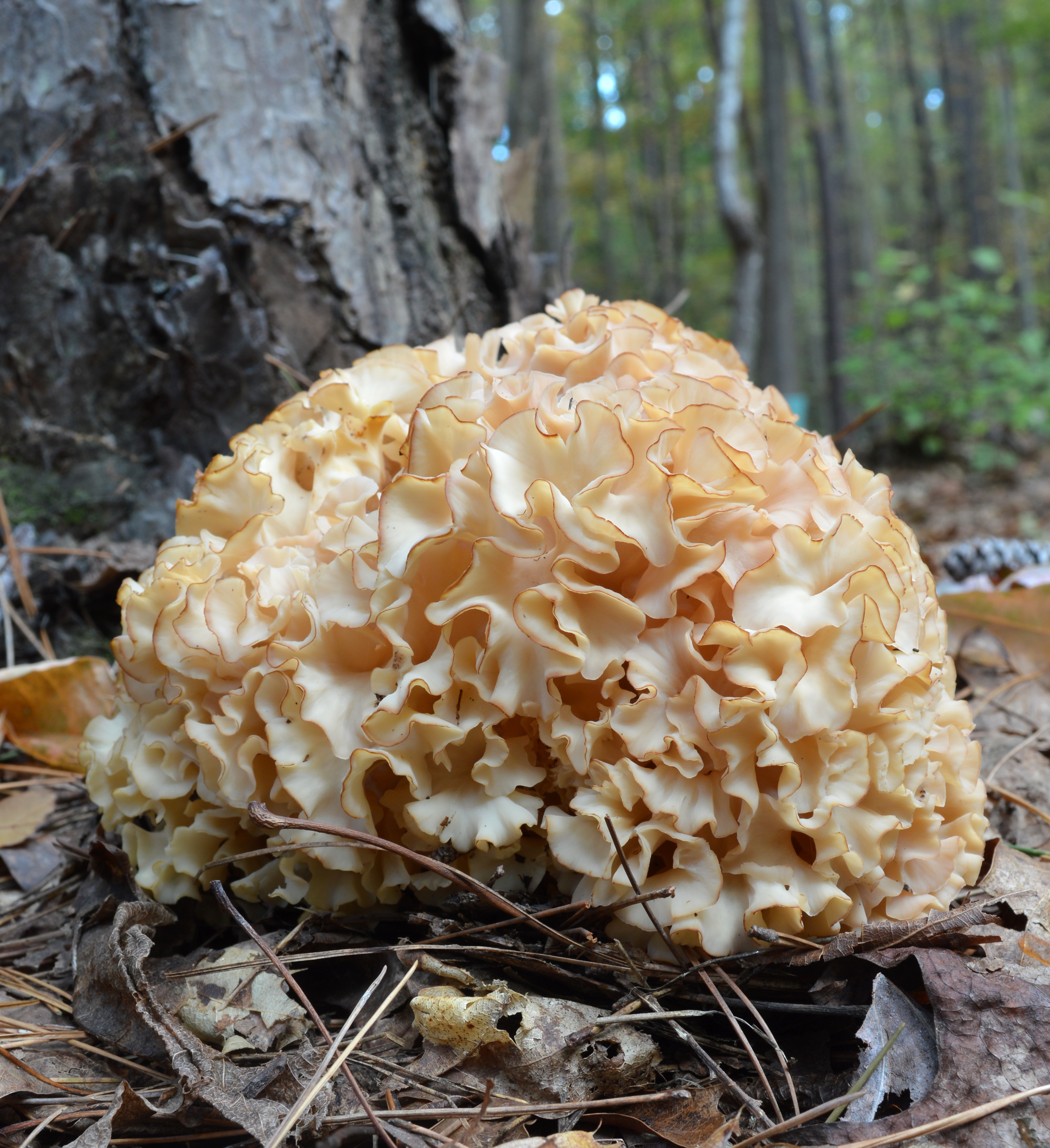
S. americana
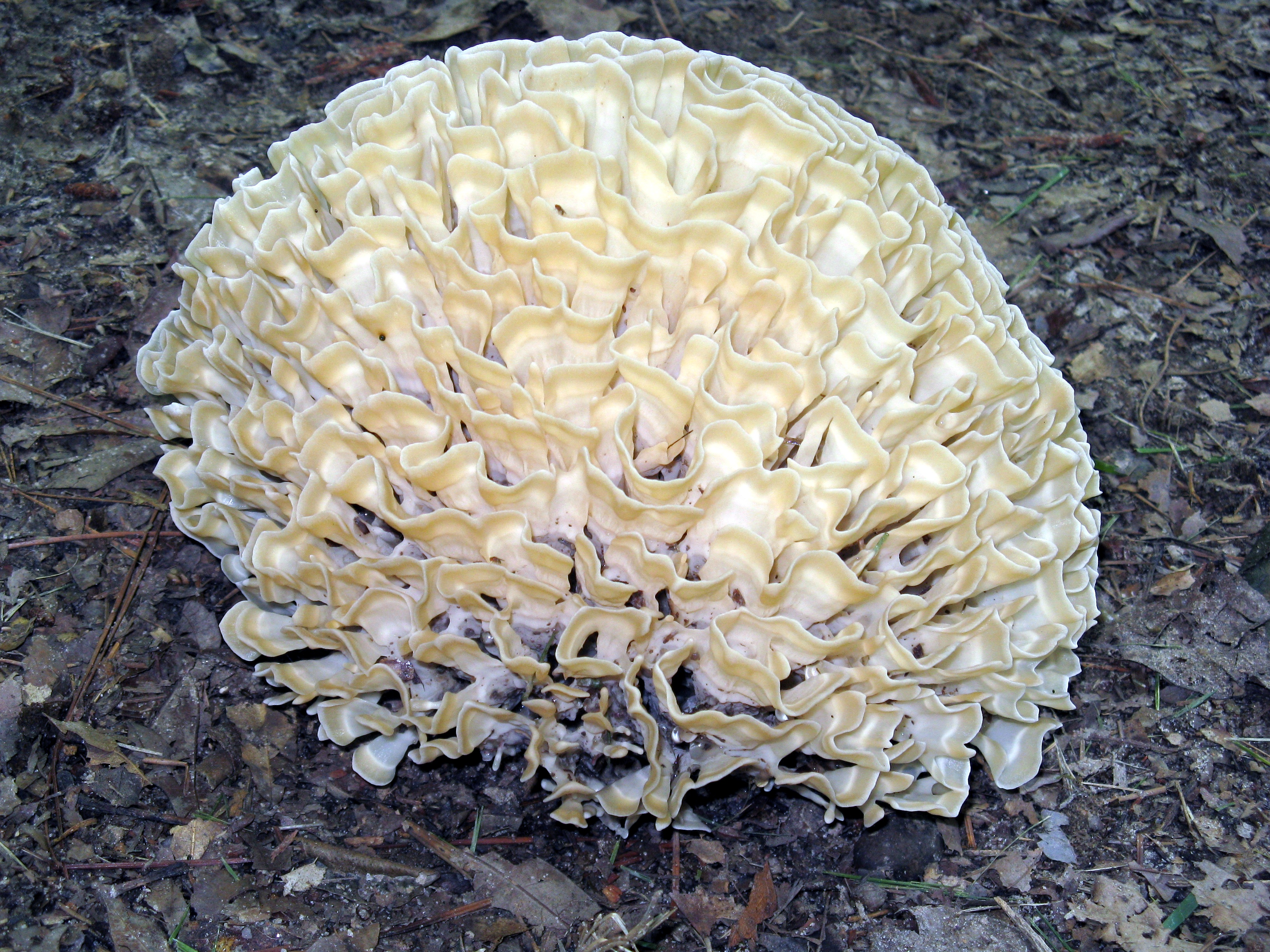
S. brevipes
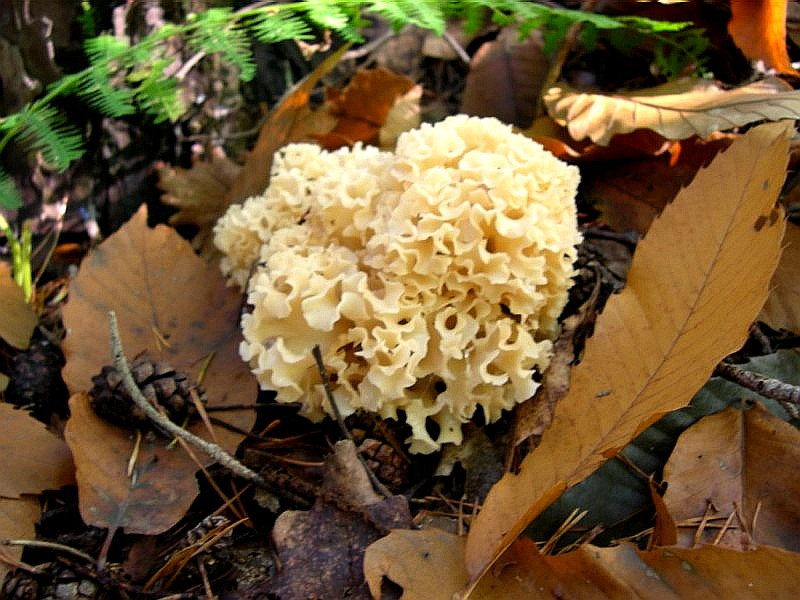
S. crispa
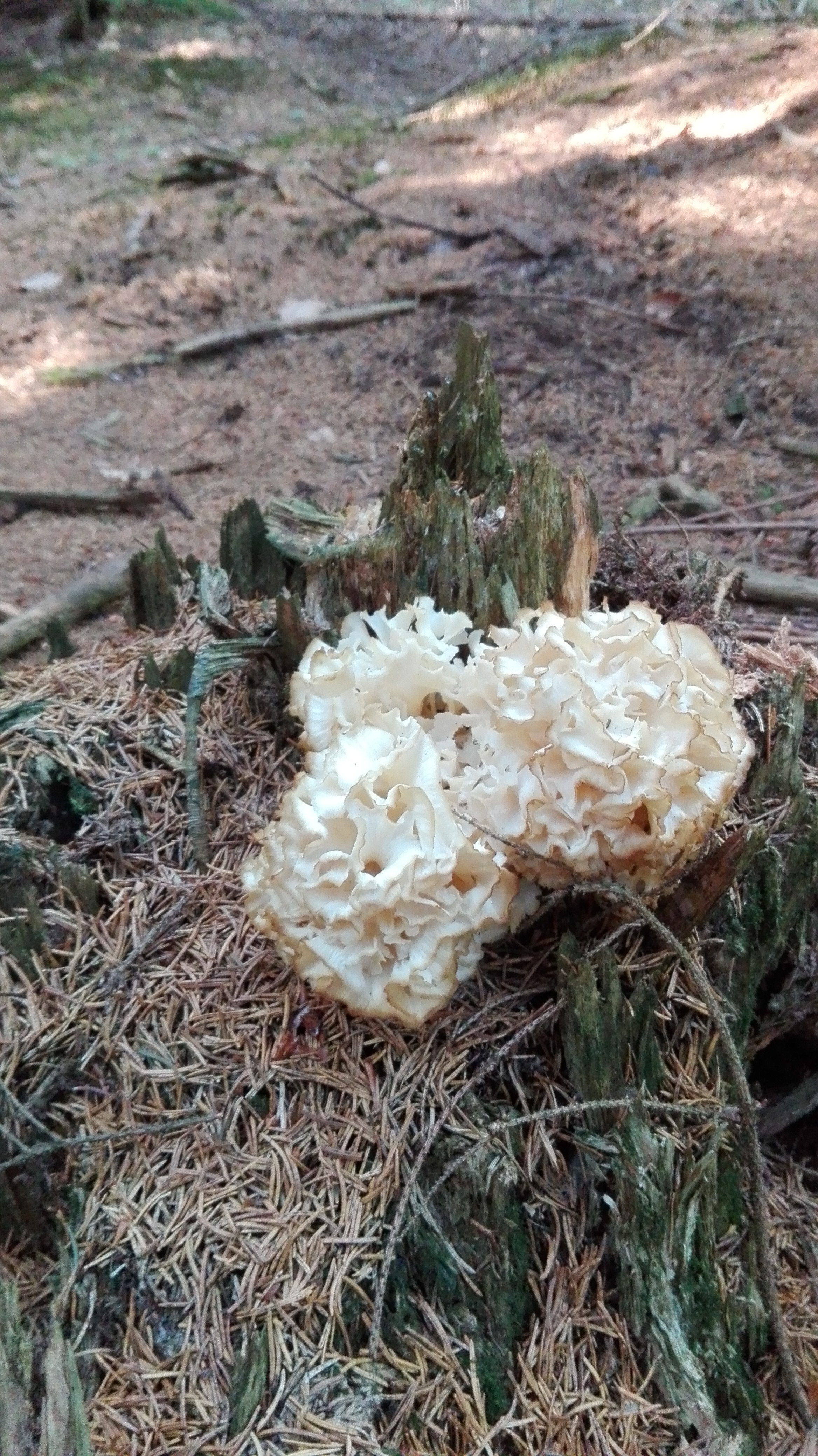
S. nemecii
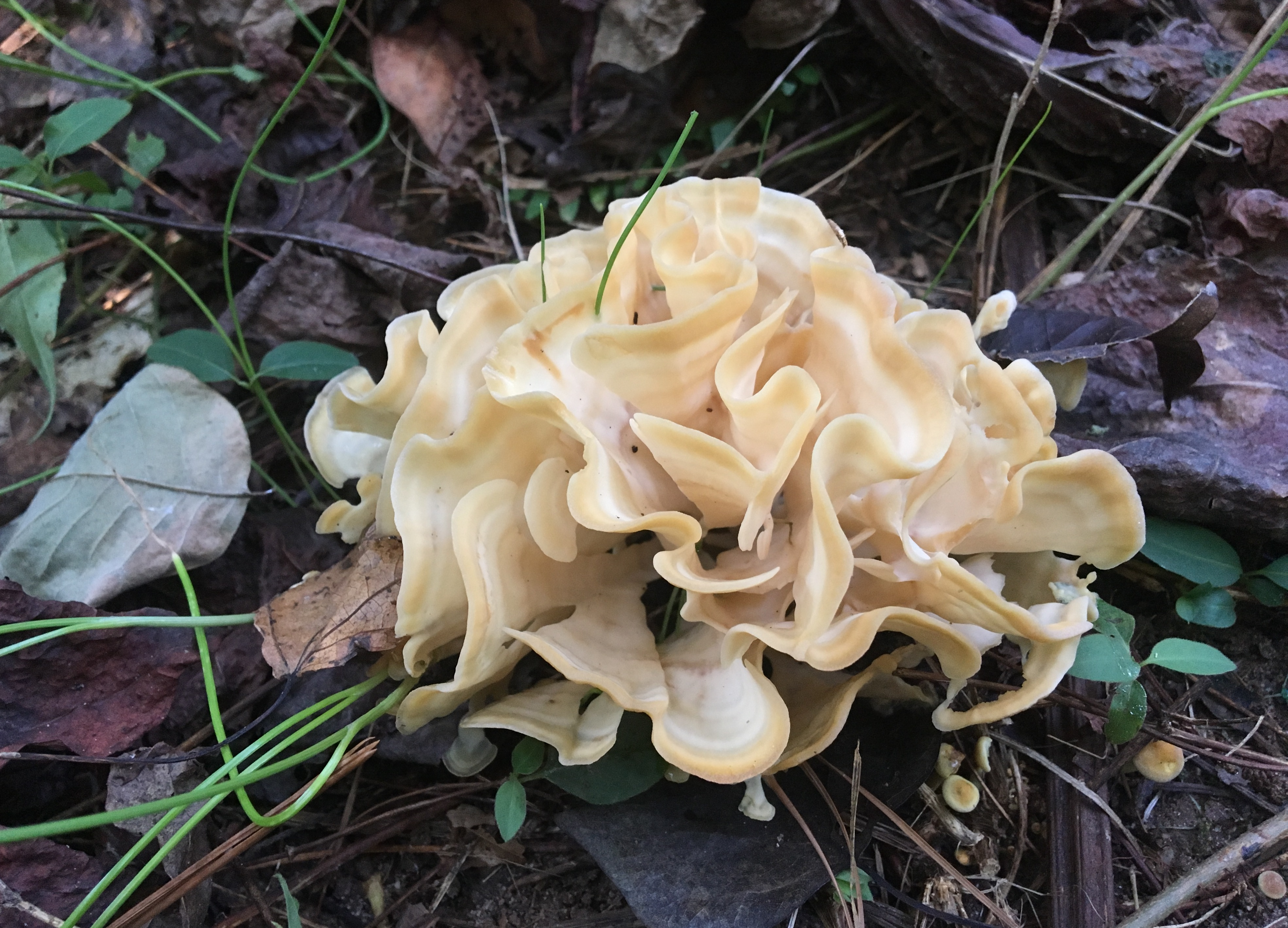
S. spathulata

## Valorificare
Toate speciile genului sunt foarte gustoase și pot fi pregătite în moduri diferite, dar numai în stadiu tânăr.
Speciile pot fi cultivate.